# Джули Кларк
Джули Кларк (на английски: Julie Clark) е американска писателка на произведения в жанра трилър.

## Биография и творчество
Джули Ан Кларк е родена през 1971 г. в Санта Моника, Калифорния, САЩ. От малка е запалена читателка. Следва в колеж на Тихоокеанския университет и в Калифорнийския университет в Бъркли. След дипломирането си работи като учителка в Санта Моника. Тя е самотна майка с двама сина.
Първият ѝ роман The Ones We Choose (Тези, които избираме) е издаден през 2018 г. Той е история за самотна майка, която е заченала със сперма от донор, и нейният син, който израствайки търси истината за своя произход. Романът става бестселър в списъка на „Ню Йорк Таймс“ и я прави известна. Избран е за екранизиране от Lionsgate.
През 2020 г. е издаден трилърът ѝ „Размяната“. Две жени, случайно срещнали се на летището, решават да търсят ново начало в живота си като разменят самоличностите си и своите полети. Но когато единият самолет катастрофира и пътниците загиват, оцелялата Креър трябва не само да започне нов живот, но и да приеме живота и тайните на другата.
През 2022 г. е издаден трилърът ѝ „Лъжите, които изричам“. След десет години съдбата среща професионалната измамница Мег Уилямс и нейната жертва Кат Робъртс, която я търси, за да я изобличи. Но изненадващо двете жени се сближават, и Кат очаква коя ще е новата мишена на Мег.
Джули Кларк живее със семейството си в Санта Моника.

## Произведения

### Самостоятелни романи
- The Ones We Choose (2018)[1][2][3]
- The Last Flight (2020) – издаден и като The Flight
Размяната, изд.: ИК „Бард“, София (2021), прев.
- The Lies I Tell (2022)
Лъжите, които изричам, изд.: ИК „Бард“, София (2022), прев. Анета Макариева-Лесева